# Uelkal
Uelkal (ros. Уэлькаль) – wieś w Rosji, w Czukockim Okręgu Autonomicznym, w rejonie iultińskim. W 2010 liczyła 243 mieszkańców.